# 레우크트라 전투
레우크트라 전투(고대 그리스어: Λεῦκτρα, Leûktra, Battle of Leuctra) 또는 레욱트라 전투는 코린토스 전쟁 이후 기원전 371년 7월 6일, 테스피아이의 마을인 레우크트라에서 테바이가 이끈 보이오티아 동맹과 스파르타 사이에 벌어진 전투다. 테바이가 승리했고, 스파르타는 펠로폰네소스 전쟁 승리 이후 그리스 반도 전역에 행사하던 영향력을 잃었다.

## 발단과 전개
기원전 371년 새 민주정이 수립된 테바이는 스파르타가 해산한 보이오티아 동맹을 재건하겠다고 선언하고 4명의 보이오타르크(전통적으로 보이오티아 동맹의 장군을 가리키는 말)를 선출한다. 그 전 테바이는 아테네와 연합중이었으나 아테네는 플라타이아가 받았던 취급에 불만이 컸다. 조약을 존중하겠다고 서약할 차례가 되자 스파르타는 자신과 동맹을 위하여 서약했다. 에파미논다스가 보이오티아 동맹 전체를 대신하여 서약하겠다고 나서자 스파르타는 그가 테바이의 대표로 서약하든지 아니면 서약하지 않아야 한다고 하며 이를 거부했다. 에파미논다스는 이를 거부했다. (크세노폰에 따르면 테바이인들은 ‘테바이인’로서 서명한 후 다음날 ‘보이오티아인’으로 서명을 바꾸겠다고 했지만 스파르타의 왕 아게실라오스는 이를 허용하지 않았다.) 스파르타는 이 기회를 이용하여 중부 그리스에 대한 영향력을 재건하려 했다. 이에 따라 스파르타는 왕인 클레옴브로토스 1세에게 포키스로 진군하라고 명령했다.
스파르타는 일반적으로 예상하듯 보이오티아로 향하는 협곡을 통하지 않고 티스바이의 언덕을 지나, 테바이가 알아차리기도 전에 크레우시스의 요새를 점령하고 테바이 전함 12척을 노획하였으며 레우크트라로 진격하여 보이오티아 연맹군과 대치했다. 이 곳에 있던 여섯 명의 보이오타르크는 교전할 것인지 의견이 갈렸으며, 이 중 에파미논다스는 주전파의 중심이었다. 결론은 일곱 번째 보이오타르크가 도착하여 에파메이논다스의 편을 들어서야 났다. 보이아티아 군은 수적으로 열세하고 연맹에 대한 충성심이 의심스러운 상황을 무릅쓰고 마을 앞의 평원에서 전투를 개시했다.

## 병력
고대 역사가들이 제시한 참전 병력은 믿기 힘든 수준인 경우도 있고 상충되기도 한다. 현대 연구자들은 보이오티아 군이 6,000명에서 9,000명 사이였다고 추정하며, 스파르타 군에 대해서는 보병 10,000명과 기병 1,000명이었다는 플루타르코스의 서술에 동의하는 편이다.

## 전투

위: 전통적인 중장보병 진형과 진격 방향
아래: 에파미논다스가 레우크트라에서 보여준 전략. 강화된 좌익이 약한 우익보다 돌출했다. 붉은 부분은 각 장창보병대 중 정예 부대를 가리킨다.

스파르타측 경장보병 용병이 보이오티아 진영에 있던 종군 민간인과 전투 의지가 없던 인원을 공격하여 몰아내면서 전투가 개시했다. 크세노폰에 따르면 보이오티아 진영의 종군 민간인은 싸울의사가 없어 전장을 떠나려 했지만 스파르타 군의 행동 때문에 테바이 군으로 밀려 들어갔기 때문에 테바이 군은 의도치 않게 강화되었다. 그 후 기병이 참전했지만 테바이 군에게 밀려났다. 즉시 스파르타 보병은 혼란에 빠졌으며, 후퇴하던 기병은 테바이 군의 좌익을 측면에서 공격하려던 클레옴브로토스를 방해하는 결과를 낳았다. 이 시점에 펠로피다스가 지휘한 테바이 신성대를 선두로 한 테바이 군의 좌익이 스파르타의 우익을 강타했다. 그리고 테바이와 스파르타의 보병 사이에 결정적 전투가 벌어졌다.
스파르타(그리고 그리스 전체)의 기본 전술은 중장보병으로 8~12겹에 이르는 방진을 형성하는 것이었다. 깊이(즉 돌파력)과 너비(방진의 전열) 사이에 균형을 잡기에는 이 방법이 최선이라고 생각되었으며, 보병들이 함께 진격하므로 중단 없이 공격을 계속할 수 있다. 지휘관들은 가장 노련하고 존경받으며 강력한 부대를 가장 명예로운 자리인 우익에 배치하여 우익의 약점을 보완하였다. 반면 좌익에는 불안정하거나 중요도가 낮은 부대를 배치했다. 이에 따라 스파르타는 정예인 히페이스 300명과 왕이 방진의 우익에 위치하도록 계획했다.

뤼스토브와 쾨홀리는 이 그림과 같이 측면 공격이 있었다고 주장하였으나 델브뤼크는 이 주장에 반대한다.

그러나 에파미논다스는 이같은 전통과는 달리 기병과 50겹에 이르는 보병을 좌익에 배치하고 스파르타의 우익으로 전진시켰다. 상대적으로 얇고 약한 중앙과 우익은 오른쪽으로 갈수록 점점 뒤로 물러난 형태인 소위 사선진을 이루었다. 보병간 교전이 일어나자 12겹에 불과한 스파르타의 우익은 50겹에 달하는 적의 강력한 돌진을 견디지 못했다. 스파르타는 처음에는 테바이의 엄청난 병력을 막아냈지만 결국은 압도당했다고 크세노폰은 주장했다. 스파르타의 우익은 클레옴브로투스 1세 등 스파르타 시민 400명을 포함하여 약 1,000명의 손실을 내고 후퇴했다.
19세기 뤼스토브와 쾨홀리의 저작에 따르면 펠로피다스가 신성대를 이끌고 대열에서 나와 스파르타의 측면을 공격했다. 하지만 델브뤼크는 이 주장이 플루타르코스의 저작을 잘못 이해한 결과라고 생각했다. 플루타르코스는 분명 펠로피다스가 신성대를 이끌고 혼란에 빠진 스파르타인을 공격했다고 했지만, 신성대가 대열의 선두에 있었다는 내용 외에는 기록되어 있지 않으며 스파르타 군은 측면 공격을 당해서가 아니라 전선을 확대하려고 기동하던 중 공격을 받았기 때문에 혼란에 빠졌다는 것이다. 우익이 패배하는 장면을 본 나머지 병력은 후퇴했고 테바이 군은 전장을 장악했다.

## 전투 이후
페라이의 이아손이 이끄는 테살리아 군이 도착하자 아르키다무스가 지휘하던 스파르타군은 실수를 거듭하느니 후퇴하기로 결정했고 테바이군은 스파르타의 패전병을 추격하지 않기로 했다. 테바이는 스파르타와 그 동맹이 전사자를 수습하게 해 주는 대신 영구적인 기념비를 세웠는데 이는 후대 역사가의 비판을 받았다.

## 역사적 의의

고대 그리스의 주요 전투

레우크트라 전투는 그리스 역사, 그리고 유럽 역사에 중요한 의의가 있다.
에파미논다스가 사용한 전술은 그와 마찬가지로 테바이 사람인 파곤다스가 델리움 전투에서 보여준 기동을 참조한 것으로 보인다. 테바이에 유학한 적이 있는 마케도니아의 필리포스 2세가 이 전투에서 큰 영향을 받고 전술과 무장을 크게 발전시켰다는 데는 의심의 여지가 없다. 이를 이어 그의 아들인 알렉산드로스 3세가 부친의 전술을 완전히 새로운 단계로 발전시켰을 것이다. 필리포스 2세와 알렉산드로스 3세가 이룬 혁신은 상당 부분 이 전투에서 뿌리를 찾을 수 있다. 병력 집중, 사선진, 병종간 연합은 이들이 수많은 전투에서 사용한 전술이다. 필리포스 2세가 일리리아 국가를 상대한 전투나 카이로네이아 전투에서, 알렉산드로스 3세가 그라니코스 전투, 이소스 전투, 가우가멜라 전투, 히다스페스 전투에서 거둔 승리는 테바이가 스파르타를 격파할 때 사용한 전술적 기동에 빚지고 있다.
역사학자 빅터 데이비스 핸슨과 도널드 케이건은 에파메이논다스의 소위 ‘사선진’은 의도적이거나 사전 계획 하에 보병 전술을 혁신한 결과가 아니라 환경에 현명하게 대처한 결과라고 주장한다. 에파메이논다스가 좌익에 병력을 50겹으로 집중시켰기 때문에 나머지 병력은 상대적으로 적을 수밖에 없었다. 즉 8~12겹의 종심을 유지하려면 부대의 숫자나 폭을 희생해야 했다. 원래 수적으로 열세였으므로, 전선을 훨씬 길게 형성한 스파르타 군과 될 수 있는 한 대등하게 교전하려면 에파메이논다스는 부대 수를 줄여 사선으로 진격시킬 수밖에 없었다. 따라서 핸슨과 케이건은 이 전술이 지연책에 불과했다고 주장한다. 그러나 그 의도가 무엇이든 간에 이 전술이 혁신적이었으며 매우 효율적이었음은 사실이다.
전투 결과가 끼친 정치적 영향은 컸다. 레우크트라 전투와 이후 만티네아 전투에서 군사력과 위신(펠로폰네소스 전쟁에서 이는 가늠하기 힘들 정도로 중요한 요소였다)을 잃은 스파르타는 이후 그리스에서 패권을 회복하지 못했다. 즉 이후 스파르타는 힘을 잃고 그리스 도시 국가에서 이류로 몰락하였으므로 이 전투는 그리스의 힘의 균형을 영구히 바꿨다고 할 수 있다.
테바이가 그리스의 패권을 잡았으나 이후 필리포스 2세가 이끈 마케도니아에 패배하여 그 시기는 길지 않았다.

## 참고 자료
주석
1. ↑  레우크트라 전투, 2006년 8월 1일 확인
2. ↑  Tritle 1987, p. 80
3. ↑  History of Greece, G. Grote vol. 9 p. 155-6
4. ↑  크세노폰, vi.3.19
5. ↑  파우사니아스, Description of Greece
6. ↑  Lost Battles, Philip Sabin p117
7. 1 2  Lost Battles, Philip Sabin p118
8. ↑  헬레니카 VI 4.8
9. ↑  코르넬리우스 네포스: Lives of Eminent Commanders, Pelopidas
10. ↑  헬레니카 VI 4.13
11. ↑  The History of the Art of War, Hans Delbrück p167
12. ↑  Greek Warfare, Myths and Realities, Hans van Wees p136
13. ↑  레우크트라 전투 보관됨 2013-06-13 - 웨이백 머신, 2010년 7월 7일 확인

참고 문헌
- 크세노폰, 《헬레니카》, vi. 4. 3–15
- 디오도로스 시켈로스, 《비블리오테카 히스토리카》, xv. 53–56
- 플루타르코스, 〈펠로피다스〉, 20–23
- 파우사니아스, Description of Greece, ix. 13. 2-12
- Tritle, Lawrence A. The Greek World In The Fourth Century (1987) 러틀리지. ISBN 0-415-10582-X. Also paperback 1997, ISBN 0-415-10583-8